# Amadou Pathé Diallo
Amadou Pathé Diallo   (Bamako, 11 d'octubre de 1964) és un exfutbolista malià de la dècada de 1990.
Fou internacional amb la selecció de futbol de Mali. Passà la major part de la seva carrera a Portugal, destacant a Sporting Clube de Portugal.
Fou tres cops seleccionador interí de Mali, els anys 2006, 2012 i 2013.